# كريستوفر تي والش
كريستوفر تي والش (بالإنجليزية: Christopher T. Walsh) هو أستاذ جامعي وكيميائي وعالم كيمياء حيوية أمريكي، ولد في 16 فبراير 1944 في بوسطن في الولايات المتحدة.